# Marcipa lutearia
Marcipa lutearia är en fjärilsart som beskrevs av Jean Pelletier 1978. Marcipa lutearia ingår i släktet Marcipa och familjen nattflyn. Inga underarter finns listade i Catalogue of Life.